# 傑列維揚基 (沙爾霍羅德區)
48°43′0″N 28°6′40″E / 48.71667°N 28.11111°E
傑列維揚基（烏克蘭語：Дерев'янки），是烏克蘭的村落，位於該國西南部文尼察州，由日梅林卡區負責管轄，面積1.07平方公里，海拔高度229米，2001年人口348，人口密度每平方公里325.23人。